# Leipaspis lauricola
Leipaspis lauricola es una especie de coleóptero de la familia Trogossitidae.

## Distribución geográfica
Habita en las islas Canarias (España).